# Phylica dioica
Phylica dioica är en brakvedsväxtart som beskrevs av Carl von Linné. Phylica dioica ingår i släktet Phylica och familjen brakvedsväxter. Inga underarter finns listade i Catalogue of Life.